# 075형 강습상륙함
075형 강습상륙함은 중국 인민해방군 해군이 운용하는 대형 강습상륙함이다. NATO 코드명은 '유셴급'이다. 

## 개요

### 중국형 강습상륙함
미국의 아메리카급 강습상륙함, 와스프급 강습상륙함과 유사하다. 기본적으로 강습상륙함의 형태와 포지션을 갖추고 있고 전투기 함재 계획에 대해서는 밝혀진 바가 없다.

### 수직이착륙 전투기 여부 논란
2020년 여름부터 F-35 운용을 위한 항모화(化) 공사를 시작한 일본 이즈모형 호위함처럼, 일(一)자 형태의 항공모함은 필연적으로 고정익기는 수직이착륙기만을 운용할 수가 있다. 이즈모형 호위함이 전투기의 무게와 엔진 열을 견디기 위해 갑판 공사를 하는데, 075형의 스펙에 대해선 구체적으로 밝혀진 바가 없다. 그리고 현재 중국은 수직이착륙 전투기가 없다. 2021년에 신예 전투기를 발표한다고 예정돼 있을 뿐이다.

## 같이 보기
- 트리에스테급 항공모함
- 샤를 드 골 (항공모함)
- 아메리카급 강습상륙함
- 대한민국 대형수송함-II 사업